# Marvel Cinematic Universe
Marvel Cinematic Universe (MCU) er en amerikansk mediefranchise, der er centreret om en serie af superheltefilm, der er produceret af Marvel Studios og baseret på de figurer, der optræder i tegneserier udgivet af Marvel Comics. Franchisen omfatter endvidere tegneserier, kortfilm, tv-serier og digitale udgivelser. 

## Historie
Den første MCU film var Iron Man fra 2008, der indledte den første fase af film, der kulminerede med 'crossover'-filmen The Avengers fra 2012. Næste fase blev indledt med Iron Man 3 (2013) og afsluttet med Ant-Man fra 2015. Fase tre blev indledt med Captain America: Civil War (2016) og afsluttet med Spider-Man: Far From Home (2019). I august 2019 blev det afsløret at Disney og Sony, var i uenighed om filmrettighederne til figuren Spider-Man, hvilket kunne resultere i at Spider-Man kunne blive trækket ud af MCU Fase 4 blev indledt med WandaVision.
Serien er den mest indbringende filmfranchise i verden, målt efter solgte biografbiletter.